# Janiopsis costata
Janiopsis costata är en nässeldjursart som beskrevs av Bouillon 1980. Janiopsis costata ingår i släktet Janiopsis och familjen Pandeidae. Inga underarter finns listade i Catalogue of Life.